# 中華民國區道

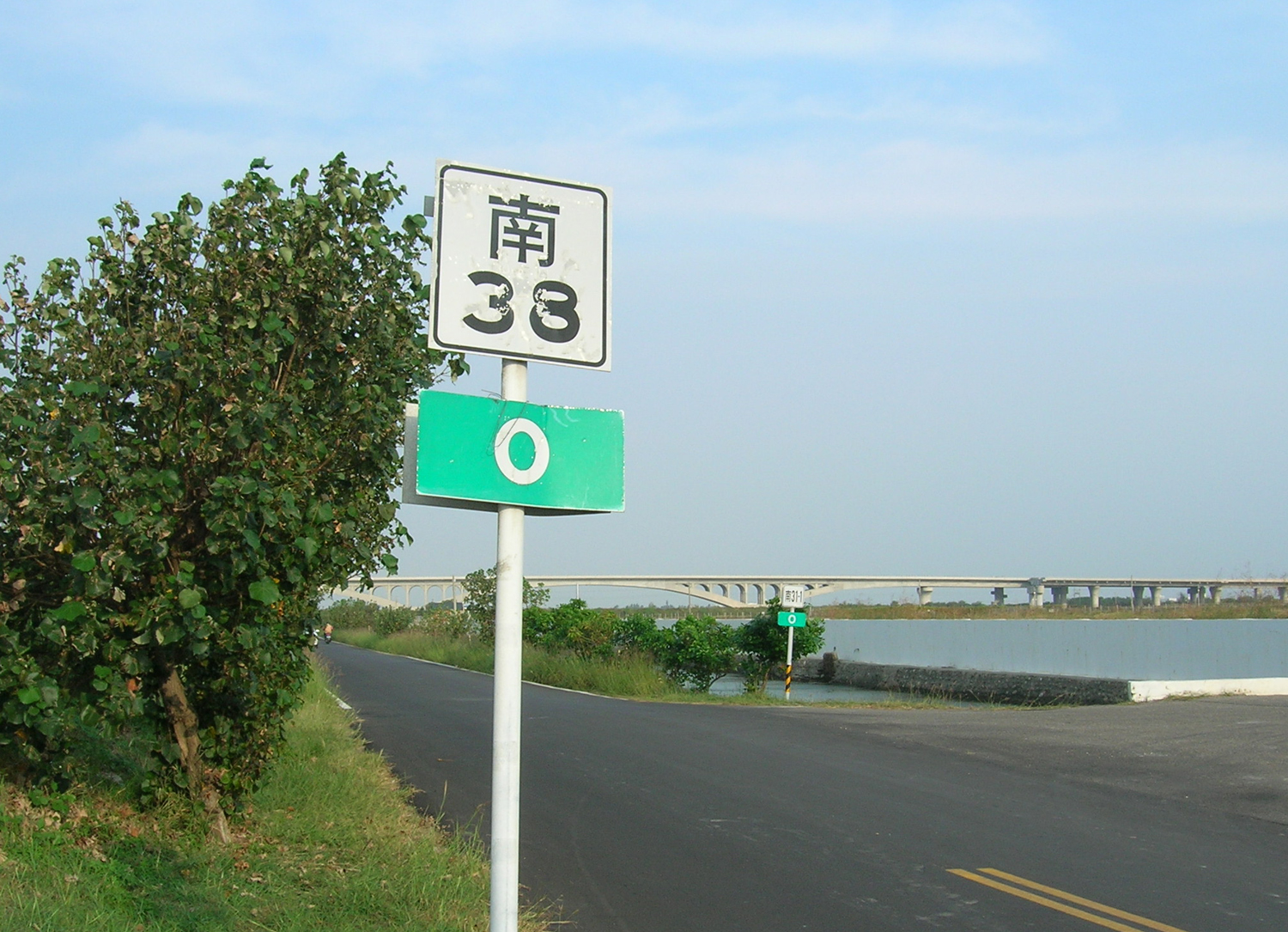
在路旁立有標誌，是聯絡台南市境內區與區之間的編號38號道路（南38線），為典型台灣區道之一。

中華民國區道乃依據中華民國《公路法》第二條修正後之規定（指聯絡直轄市內各行政區及行政區與各里、原住民部落間之道路）而設置，與鄉道同等級，全部計688條（含支線，尚未加上改制後之桃園市區道），總長度共有3320.687公里（2009年資料加上最新資料）。由各直轄市政府負責管轄與養護。目前六直轄市中，僅臺北市於1968年即解編，其餘皆有區道之存在。

## 標誌
區道路線標誌為長方形白底黑邊黑色阿拉伯數字及文字，與鄉道相同（同一層級）。得視路線編號字數予以加寬；縣市簡稱用以區分鄉道及區道之養護權責並與縣道、市道標誌做為區隔。

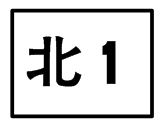
區道標誌（主線）
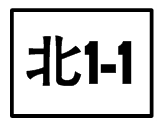
區道標誌（支線）
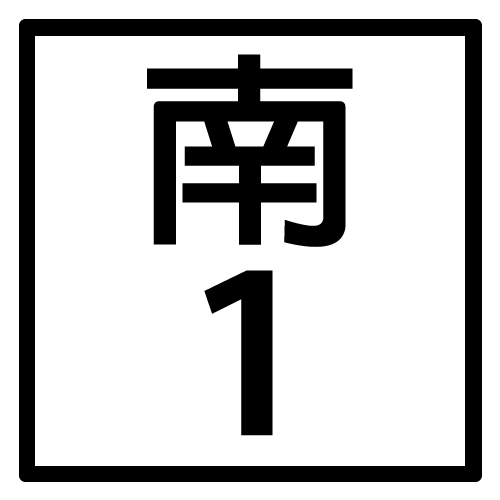
另一型區道主線標誌
另一型區道支線標誌

## 編號

### 前綴
區道皆會在編號加上各直轄市的簡稱做為前綴，用以區分鄉道及區道之養護權責並與縣道、市道標誌做為區隔。新北市為北、桃園市為桃、臺中市為中、臺南市為南、高雄市為高。

### 主線
為便於公路主管機關管理及用路人辨識，中華民國各級道路依其聯絡方向不同分為奇數及偶數，通常北南向及東北、西南向道路使用奇數編號；東西向及西北、東南向使用偶數編號。而每條公路的里程數亦依此方式自起點至終點標示里程，但有少部分例外。區道與鄉道於數字編號前加上各直轄市之漢字簡稱，如：北1線、中91線等。

### 支線
將該區道支線起點所連接之區道編號置於前，後以「-」符號連接依阿拉伯數字排序的支線編號，如：南1-1線、高2-1線等。

## 歷史
台灣的區道體系可追溯至1961年進行的第一次公路普查（當時尚無市道及區道之稱呼），該次普查結果於1966年8月1日起在《省府公報》中詳列了各縣市鄉道公路里程表，係目前最早的一份鄉道文獻，此即為台灣第一代的鄉道系統（1976年曾有過一次大調整，但仍維持相似的體系）。直至約1983年左右陸續將各市內鄉道系統重新整理、編號，與重整前系統相較，才有明顯差別。但今日各市對待區道的態度不同，有的積極於養護、掛里程牌，亦有錯置里程牌甚至完全不掛牌者（多位於鄉間），且整編後都市化地區未因應不斷修建的新路改編區道，導致台灣區道系統變得有名無實。

2013年7月2日公路法修訂後，直轄市已著手將市內鄉道解編，並改制為區道；臺南市區道於2013年11月5日率先公告，而後高雄市區道亦已於2014年10月1日公告，新北市區道於2015年9月7日公告，桃園市區道於2017年7月28日公告。

## 區道公路系統
台灣本島各直轄市除台北市於1968年升格時，因當時公路法尚未修改而無區道外，及原各省轄市（原臺中市、臺南市）內於2007年－2010年間解編之小區塊外，皆有鄉道編制，目前新北市、桃園市、臺南市與高雄市已經將改制後區道及市道列表公佈，但尚有臺中市尚未公告。